# Xander Schauffele
Alexandre Victor Schauffele, communément connu comme Xander Schauffele (prononcé en français : [ˈzændər_ˈʃɔːfəliː] ZAN-dər SHAW-fə-lee), né le 25 octobre 1993, est un golfeur professionnel américain jouant sur le PGA Tour.

## Jeunesse
Schauffele est né à La Jolla, en Californie, d'un père immigré franco-allemand naturalisé originaire d'Alsace et du Bade-Wurtemberg, et une mère Taïwanaise/Japonaise naturalisée. Le père de Schauffele a été son seul coach tout au long de sa carrière de golfeur.
La philosophie d'enseignement de Schauffele s'appuie fortement sur base des lois des trajectoires de balle et sur la mécanique du club de golf - avec pour résultante que Schauffele n'avait pas pu développer son propre swing jusqu'à environ l'âge de 18 ans.
Deux arrière-grand-pères de Schauffele étaient joueurs de foot de niveau européen. Johann Hoffmann a joué pour l'équipe nationale de football autrichienne et a remporté plusieurs titres nationaux : autrichiens (SK Rapid Wien), la Bohème (DSV Saaz), et français (FC Sochaux;  Racing club de Strasbourg). En plus de jouer en Bundesliga allemande dans le club VFB Stuttgart, Richard Schauffele a excellé en athlétisme, il a récolté plus de 40 titres au disque, au javelot et au lancer du poids pour 2 clubs, le Stuttgarter Kickers et la Cannstatter Ruder-Club.

## Carrière Amateur
En 2011, Schauffele remporte le championnat de la California State High School (Fédération Interscolaire de Californie, CIF), jouant pour la Scripps Ranch High School.
Après avoir obtenu son diplôme de l'école secondaire, Schauffele joue sa première année à l'université d'État de Californie à Long Beach, où il obtint en 2012 le titre de freshman de l'année de la Big West Conference ainsi que le titre de première équipe All-Big-Ouest 2012.
Pour sa deuxième année, Schauffele rejoint l'université d'État de San Diego (SDSU), où finalement il allait jouer sa carrière universitaire. Au cours de ses trois années à SDSU, Schauffele figure dans la troisième équipe All-American du magazine Golfweek. Il est deux fois lauréat du Mountain West Conference All-Academic Team Award. À SDSU, il détient les records de tous les temps le plus bas score du tournoi contre nominale (-17) ; de tous les temps carrière de notation moyenne (71.50) ; ainsi que ses statistiques sur la saison, avec par-5 rendement[Quoi ?] de 4,5135, 171 birdies et neuf eagles.
Schauffele a vaincu Beau Hossler pour gagner le championnat amateur de l'état de Californie 2014 au Omni La Costa Resort and Spa. Plus tard ce même été, les deux rivaux de longue date sont à nouveau réunis en finale au Beverly Country Club de Chicago pour le Western Amateur où Schauffele a perdu face à Hossler dans le dernier match.
Schauffele a accumulé une série de records dont trois victoires, quatre places de finaliste, 19 top-cinq et 27 top-dix pour un total de 50 tournois. Il est classé dans le top 10 du World Amateur Golf Ranking à l'époque, il devient professionnel en 2015.

## Carrière professionnelle
Après le tournant professionnel en juin 2015, Schauffele entré 2015 du Web.com Tour, circuit de développement du PGA Tour à l'automne. Il a été finaliste dans la première étape, au Sud des Dunes de GC dans Maricopa, Arizona. Il a remporté la deuxième étape à Oak Valley GC de Beaumont, en Californie, et finalement obtenu sa carte lors de la finale en Floride dans une cravate pour 40e.
En 2016, Schauffele a joué une saison complète sur le Web.com Tour. Il termine 26e au classement du prize money, n'obtient pas la carte pour le PGA Tour pour moins de 100 dollars, mais tente de gagner une carte par le biais de la finale du Web.com Tour en terminant 15e au prize money des finales (à l'exclusion des 25 sélectionnés pendant la saison régulière).
En 2017, dans son premier tour de l'US Open de golf disputé à Erin Collines, Schauffele enregistre un bogey-free — tour sans le moindre bogey — pour un score de 66, soit 6 coups sous le par. En outre, Schauffele est l'un de seulement 15 joueurs pour atteindre 10 sous le par à l'US Open. Après son ouverture 66, il a tiré des tours de 73-70-69 pour finir dans une cravate pour la cinquième place, ce qui lui a valu une exemption pour l'US Open 2018.
Le 9 juillet 2017, Schauffele enregistre sa première victoire sur le PGA Tour au Greenbrier Classic. Il a commencé le tour final trois coups derrière le leader Sébastien Muñoz, qui était en tête depuis le premier tour. Schauffele termine avec un score de 67 (3 sous le par), il score deux birdies dans ses trois derniers trous, pour gagner d'un coup sur Robert Streb. Avec cette victoire, il a obtenu des exemptions dans l'Open britannique hommes (The Open Open), par la Open Qualifying Series, le Championnat de la PGA et le Masters de golf.
Schauffele a  les Playoffs de la FedEx Cup 2017 à la 33e place de la FedEx Cup. Entrant dans la troisième et avant-dernière étape des éliminatoires, le Championnat BMW, il était 32e et avait besoin remonter d'au moins deux places pour entrer dans le Tour Championship. Schauffele a joué les 6 derniers trous du tournoi à 6 sous le par avec un birdie-birdie-eagle-birdie-par-birdie et est remonté 26e.
Au Tour Championship, Schauffele fait un birdie au 72e trou et gagne d'un coup sur Justin Thomas, devenant le premier rookie de l'histoire à remporter le Tour Championship. La victoire de Schauffele marque également la première fois qu'un rookie remporte une FedEx Cup. La victoire permet à Schauffele de remonter à la troisième place du classement final de la FedEx Cup, et l'amélioration du meilleur score d'un rookie détenu par Jordan Spieth de quatre positions. Outre le montant de 1 575 000 qu'il a reçu en remportant le Tour Championship, il a reçu un supplément de 2 000 000 dollars pour sa 3e place à la FedEx Cup, bien que ce dernier ne soit pas compté comme résultat officiel. La victoire lui a aussi permis de remonter à la 32e place dans le Official World Golf Ranking, 267 places de mieux par rapport à la fin de saison 2016, et lui a donné une exemption de trois ans sur le PGA Tour. Schauffele a été élu « rookie de l'année 2017 » par ses pairs, le 2 octobre 2017. Il est le quatrième de sa promotion à remporter ce titre de Rookie of the Year du PGA Tour, rejoignant ainsi Jordan Spieth (2013), Daniel Berger (en) (2015) et Emiliano Grillo (2016).
En 2018, il remporte le WGC-HSBC Champions à Shanghai devant sa famille. Il bat en play-off son compatriote Tony Finau après lui avoir repris trois coups de retard sur le dernier tour. Il signe ainsi sa troisième grande victoire professionnelle depuis ses débuts sur le tour en 2017.
En 2021, il gagne la médaille d'or au Jeux olympiques de Tokyo.
Le 19 mai 2024, il remporte son premier majeur en carrière, la 106e édition du PGA Championship sur le Golf de Valhalla (en) à Louisville (Kentucky). Il bat, avec un score de - 21, Bryson DeChambeau (2e à -20) grâce à un birdie sur le dernier trou et Viktor Hovland (3e à -18). Ce score de 263 coups (21 sous le par) est le plus bas de l'histoire des tournois du Grand Chelem. Il améliore d'un coup le record en majeur précédemment partagé par Brooks Koepka lors du PGA Championship 2018 à Bellerive et Henrik Stenson lors du British Open 2016 à Royal Troon.
Le 21 juillet 2024, après une partie proche de la perfection, il remporte au Royal Troon, The British Open, son second majeur en carrière et cela sur la même saison. Avec un score de 275 (-9), il bat Justin Rose (-7) et Billy Horschel (-7).

## Victoires Amateur (5)
- 2011 California State High School Championship
- 2012 OGIO UC Santa Barbara Invite
- 2014 Lamkin Grips SD Classic, California State Amateur Championship
- 2015 Barona Collegiate Cup

## Victoires Professionnelles (7)

### Victoires PGA Tour (6)
| Légende                      |
| Majeurs (2)                  |
| World Golf Championships (1) |
| FedEx Cup playoff event (1)  |
| Autres PGA Tour (2)          |

| No. | Date              | Tournoi                   | Score           | Rapport au par | Coups d'avance | Runner-up                  |
| --- | ----------------- | ------------------------- | --------------- | -------------- | -------------- | -------------------------- |
| 1   | 9 juillet 2017    | Greenbrier Classic        | 64-69-66-67=266 | -14            | 1 coup         | Robert Streb               |
| 2   | 24 septembre 2017 | Tour Championship         | 69-66-65-68=268 | -12            | 1 coup         | Justin Thomas              |
| 3   | 28 octobre 2018   | WGC-HSBC Champions        | 66-71-69-68=274 | −14            | Playoff        | Tony Finau                 |
| 4   | 6 janvier 2019    | Tournoi des champions SBS | 72-67-68-62=269 | −23            | 1 coup         | Gary Woodland              |
| 5   | 19 mai 2024       | USPGA                     | 62-68-68-65=263 | -21            | 1 coup         | Bryson de Chambeau         |
| 6   | 21 juillet 2024   | Open britannique          | 69-72-69-65=275 | -9             | 2 coups        | Billy Horschel Justin Rose |

### Autres victoires (1)
- 2015 Northern California Open (en)[12]

## Résultats dans les majeurs
| Tournoi           | 2017 | 2018 | 2019 | 2020 | 2021 | 2022 | 2023 | 2024 | 2025 |
| ----------------- | ---- | ---- | ---- | ---- | ---- | ---- | ---- | ---- | ---- |
| Masters           |      | T50  | T2   | T17  | T3   | CUT  | T10  | T8   | T8   |
| U.S. Open         | T5   | T6   | T3   | 5    | T7   | T14  | T10  | T7   | T12  |
| Open Championship | T20  | T2   | T20  | NT   | T26  | T15  | T17  | 1    | T7   |
| PGA Championship  | CUT  | T35  | T16  | T10  | CUT  | T13  | T18  | 1    | T28  |

- Victoire
- Top 10
- N'a pas joué

CUT = A râté le cut de mi-parcours
"T" = Égalité
"NT" = Pas de tournoi à cause de la Pandémie de Covid-19

### Summary
| Tournament            | Gagnés | 2e | 3e | Top-5 | Top-10 | Top-25 | Evènements | Cuts made |
| --------------------- | ------ | -- | -- | ----- | ------ | ------ | ---------- | --------- |
| Masters Tournament    | 0      | 1  | 1  | 2     | 4      | 5      | 7          | 4         |
| U.S. Open             | 0      | 0  | 1  | 3     | 7      | 8      | 8          | 8         |
| The Open Championship | 1      | 1  | 0  | 2     | 2      | 6      | 7          | 7         |
| PGA Championship      | 1      | 0  | 0  | 1     | 2      | 5      | 8          | 6         |
| Total                 | 2      | 1  | 0  | 2     | 3      | 4      | 7          | 6         |

- Record de cuts consécutifs – 4 (2018 Masters – 2018 PGA, en cours)
- Plus longue série de top-10 – 2 (2018 U.S. Open - 2018 The Open)

## Résultats dans duWorld Golf Championships
| Tournoi                  | 2017 | 2018 |
| ------------------------ | ---- | ---- |
| Championnat du Mexique   |      | T18  |
| Ch. monde de match-play  |      | T17  |
| Bridgestone Invitational | T17  | 68   |
| HSBC Champions           | T46  | 1    |

- Win
- Did not play

QF, R16, R32, R64 = Tour dans lequel le joueur a perdu en match play
"T" = Égalité

## Résumé de sa carrière sur le PGA Tour
| Saison    | Départ | Cuts passés | Victoires | 2e | 3e | Top-10 | Top-25 | Meilleur finition | Résultat ($) | De l'argent liste de rang | FedEx Coupe du rang |
| --------- | ------ | ----------- | --------- | -- | -- | ------ | ------ | ----------------- | ------------ | ------------------------- | ------------------- |
| 2016      | 2      | 0           | 0         | 0  | 0  | 0      | 0      | COUPER            | n/a          | n/a                       | n/a                 |
| 2017      | 28     | 20          | 2         | 0  | 0  | 4      | 11     | 1                 | 4,312,674    | 12                        | 3                   |
| 2018*     | 8      | 7           | 0         | 0  | 1  | 2      | 4      | 3                 | 871,906      | 43                        | 35                  |
| Carrière* | 38     | 27          | 2         | 0  | 1  | 6      | 15     | 1                 | 5,184,580    | 289                       |                     |

* Le 12 février 2018